# Erato Artaksyda
Erato (orm. Էրատո) – królowa Armenii z dynastii Artaksydów w latach 8–5 p.n.e., 2 p.n.e.–2 n.e. i 6–12. Córka Tigranesa III, przyrodnia siostra i żona Tigranesa IV.

## Panowanie
Współrządziła Armenią razem z mężem, jednak cesarz August dążył do osadzenia na tronie ich krewnego Artawazdesa III. W tym celu postanowił wysłać  na czele wojska Tyberiusza, aby pomógł rzymskiemu stronnikowi objąć rządy. Erato zwróciła się do króla Partów Fraatesa V z prośbą o przysłanie wojsk. Zaangażowanie Partów było tylko chwilowe, bowiem nie chcieli w tym momencie toczyć wojny z cesarstwem. Tymczasem do zrewoltowanej Armenii wkroczył na czele legionów Gajusz Juliusz Cezar, już po zamordowaniu Tigranesa IV przez część ormiańskiej opozycji. Zaoferowała ona tron  Ariobarzanesowi z sąsiedniej Medii, który też w walce szybko stracił życie. August postanowił nadać Armenię synowi Ariobarzanesa, Artawazdesowi z Medii. Ta kandydatura nie spotkała się z aprobatą ormiańskich możnych, którzy nie chcieli obcych władców.Cesarz August  zrezygnował z medyjskiego kandydata i zaproponował Tigranesa V. Nie uzyskał on szerszej akceptacji Ormian, gdyż był dalszym krewnym Artaksydów. Tron po raz trzeci na krótko objęła Erato, której rządy w nieznanych okolicznościach zakończyły się w roku 12 n.e. Była ostatnim władcą Armenii z dynastii Artaksydów.